# یواس‌اس استمفورد (پی‌اف-۹۵)
یواس‌اس استمفورد (پی‌اف-۹۵) (به انگلیسی: USS Stamford (PF-95)) یک کشتی بود که طول آن ۳۰۳ فوت ۱۱ اینچ (۹۲٫۶۳ متر) بود.